# Abba Gregorius

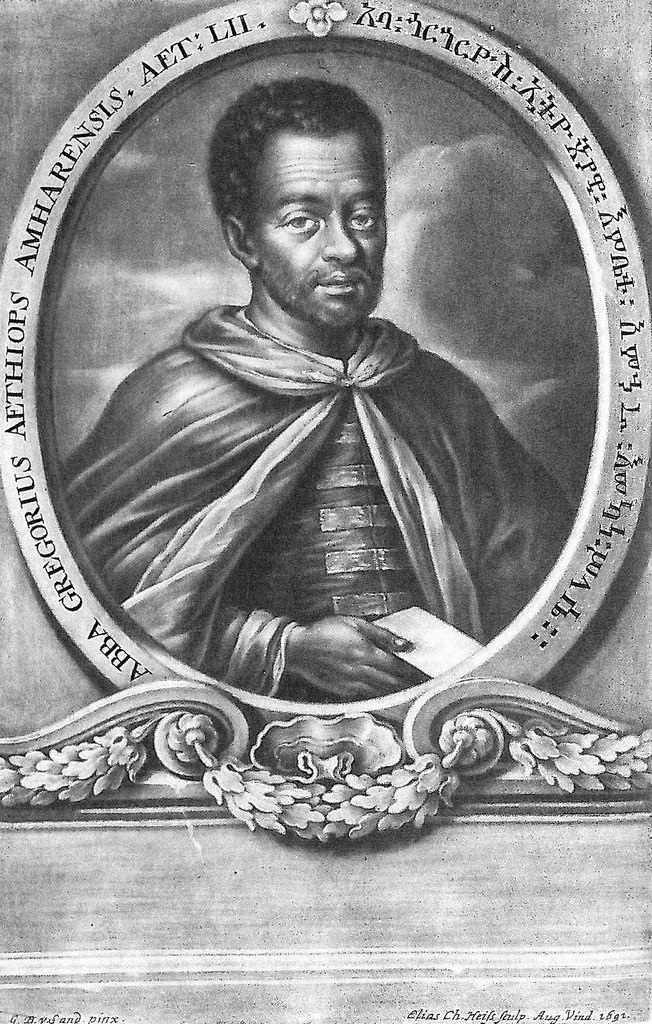
Abba Gorgoryos: Stich von Elias Christoph Heiß, Augsburg 1681

Abba Gregorius (äthiopisch Gorgoryos, gebürtig Iskinder; * ca. 1600 in Mekane Sellase in Amhara; † 1658 vor Iskanderun) war ein äthiopischer Priester adliger Herkunft und Mitautor von Lexika verschiedener afrikanischer Sprachen.
Er war Freund und Wegbegleiter Hiob Ludolfs, mit dem er sich anfangs in der Kirchen- und Liturgie-Sprache Altäthiopisch verständigte.
Als Ludolf in den Dienst des Herzogs Ernst des Frommen von Sachsen-Gotha und Altenburg trat, lud er Gorgoryos 1652 nach Gotha ein. Ludolf und Ernst studierten Bücher über Abessinien und bereiteten eine Liste von Fragen vor, die sie Gorgoryos vorlegten. Der Herzog interessierte sich dabei vor allem für den sagenhaften Priesterkönig Johannes. Ludolf und Gorgoryos erarbeiteten gemeinsam ein Altäthiopisch-Lexikon sowie ein Lexikon und eine Grammatik für das Amharische, das Lexicon Aethiopico-Latinum und das Lexicon Amharico-Latinum.
Auf seiner Rückreise nach Äthiopien 1658 kam Gorgoryos bei einem Schiffbruch vor Iskanderun ums Leben.